# 植木耕助
植木 耕助（うえき こうすけ）は、漫画『うえきの法則』と『うえきの法則+』に登場するキャラクターであり、両作品の主人公。
担当声優は、サンデーCM劇場では野沢雅子、テレビアニメでは朴璐美。

## 人物

### 『うえきの法則』時点
火野国中学一年。13歳。両作品の主人公で十ツ星天界人。7月4日生まれのA型。普段はボーっとしているが、要所では自己を顧みず正義を貫く。その理由は、幼い頃小林に助けられ、そのときから彼のような人間になりたいと思ったからである。彼の言う正義とは、ロベルトの「人間は弱虫で臆病だ」という言葉に対する反論の「人間は弱いかもしれない、でも他人のために自分の中の弱さに打ち勝って強くなれる」である。その言葉通り危機に陥った他人に対しては（その瞬間戦っていた敵ですらも）自分の危険を顧みず助けてしまう。
途中で勉強の才を失ったにもかかわらずバトルのセンスには目を見張るものがある。然しその性格ゆえに、正義のために才が失われることも厭わず能力を使い、よく才を減らしてしまう。他の能力者が何十、何百と才を持っている中、植木の才は当初から10前後という圧倒的に不利な状況であった（そのため、ほかの能力者から弱くみられ、よく狙われた）。また、植木が先天的に持っていた才（例えば走りの才）を失ったとしても、努力でそれを補おうとしていて、それも一種の才かもしれない。
半ば強引に小林にバトルに参加させられたこともあり、植木は当初は戦いに消極的であったが、ロベルトとの戦いで自分を助けて地獄に落ちた小林の遺志を継ぐため、また大勢の悪人が「空白の才」を狙っていることを知り、それを阻止するために戦いに身を投じる。本人は空白の才で何をするかという明確な考えは持っていなかった。
後に明神太郎の勧誘によりロベルト十団に入団するが、目的はあくまで十団を内部から潰すことだった。その戦いの最中植木が天界人であったことが判明、テンコによってそれを気付かされた植木は強力な神器が使えるようになり、その能力で十団をほぼ一人で壊滅させた。その後ドグラマンションでのロベルトとの戦いの後、監獄に落とされた神候補を神にすることで助けられると知った植木は、「小林たちを助ける」という目的を得て森たちと共に三次選考に臨む。
天界力を神候補から与えられた分と本来持っている分持っているため、天界力の制御を李崩から教えられた後も全力で身体強化を行うと、体が巨大な天界力に耐えられずに意識を失ってしまうが、その難点を植木は体ではなく神器を強化することで補った。
天界人である植木はレベル2になるのが非常に難しかったため、バロウ戦において実父・パグの助力によって神器の天界力をテンコに移し変え、一時神器の全てを手放すことで木の能力を完全にコントロールすることに成功し、苦戦しながらもレベル2に覚醒した。四次選考の最終決戦で、アノンを倒す引き換えに全ての才を失い、消滅したかと思われたが偶然にもヒデヨシによって消滅を免れていた、その後は再びごく普通の学園生活を送っている。
最終回の最後の1コマで、空白の才に「再会の才」を書き込んだことが確認されている。
また、2024年12月4日に掲載された「うえきの法則エキシビジョン」にて最後に残った才が「諦めぬ才」と小林が発言している。
才を失う前は女にもモテ、天才で、スポーツ万能だった。また告白された時の返事に「好きな人がいる」と断っていたが本編では明かされず＋の四コマにて森あいにそのことを聞かれ答えるが真偽は不明である。

### 『うえきの法則+』時点
『うえきの法則+』では、火野国中学三年。天界人であるが人間界で人間として暮らしている。2年経っても「自分のことより他人のこと」な性格は相変わらず。
2年の間に通販好きになったようで、胡散臭い通販グッズを使用、多数持っている。作中にも実際に出て来ている。
終盤ではメガサイトに一人残り、繁華界と三界を繋ぐため、100年間の時を過ごしたが、三界は繁華界の100倍のスピードで時が経ち、歳も取らず、空腹も無いため、人間界での一年後に森や佐野たちと再会した。その時、外見は変わらなかった。本人曰く「ボーっとしてたら100年経ってた」。人間界に戻ってからは、高校へは行かず就職しようと考えている（理由は本人曰く、「だって俺もう115歳だし」）。

## 能力

### 身体能力など
小林に与えられたゴミを木に変える能力に加えて、前述の通り天界人であるため、神器も使用できる。
ゴミを木に変える能力は神様を決める戦いが終結と同時に消滅、神器の力はアノンとの戦いで天界力を使い果たしたことで失われる。

### ゴミを木に変える能力
- ゴミを木に変える能力

出せる木は植木のイメージによって様々な種類、形状になる。また、植木の神器は能力と一体化した「木の神器」であるが、植木の能力はゴミを木に変えるだけでなく、その木の一部をゴミにしてまた木にできると言う特性を持ち、他のAをBに変える一方通行の能力とは違いサイクル（アニメではリサイクルと呼ばれた）しているので、神器は通常一度に一つしか出せないのに対し、この木の神器は手の中で一つのゴミから生まれた神器をゴミとして別の神器を出すという方法で複数同時に出すことができるという特徴を持つ。
- レベル2：BをAに変えるサイクルを木に付属させることで、木に触れた相手の能力（AをBに変える能力）を元のAに戻すことができる超能力＝リバース（回帰）
  - 自分が出した木にさえ触れさせられれば、どんな能力もAに戻すことが可能（ただしロベルトの理想を現実に変える能力を使い、神器維持を理想とした神器は戻せず、相殺される）。
  - 非常に有用であるが、習得した時期があまりにも遅かったため劇中でも数回しか使用されなかった。

- 限定条件：両掌で覆える大きさのゴミ（実際にはゴミでなくとも、本人がゴミと認識したものなら何でもよい）。

### 神器
十ツ星天界人であるため、全ての神器が使えた。詳しくは神器を参照。
また、植木の神器はゴミを木に変える能力と一体化していたため木の神器となっていた。そのため、全ての神器は足元が木でできていた。ただし、想いを力に変える十ツ星神器魔王は彼の正義の対象=コバセンの姿をしていた。そして、九ツ星神器の花鳥風月は白い翼だった。

### モップに摑（ガチ）を加える能力
- 職能力（ジョブ能力）は「モップに「摑（ガチ）」を加える能力。
モップの先端を伸ばし、対象物を掴んで自身の体や相手の体を引き寄せたり、掴んだ物で相手に殴りかかったりする能力。発動条件は掴む対象が自分の目に見えていること。
元いた世界の仲間たちから失われた記憶を取り戻すためにウールと共に繁華界へ向かい、ナガラの協力によって道具紋を得、シロと戦いの際、「戦う力ではなく誰かを守れる力が欲しい」という強い思いに呼応して効果紋を手に入れた。
スメレオンの治療が終わった後、モップの色が七色に変わった。